# Фидаровы
Фида́ровы (осет. Фидаратæ, тур. Fidan) — осетинская фамилия.

## История
После присоединения к Российской империи верхушка крестьян из Тагаурского общества пыталась обособиться от основной массы фарсаглагов. В 1851 году поручик Фидаров Афако подал докладную записку в Комитет по разбору сословных прав горцев во главе с бароном Вревским. Поручик отмечал, что «от давнего времени от прадеды и отцы наши» его родственники, наряду с Есеновыми, Алдатовыми и Кусовыми, имели «в горах, в деревне Саниба жительство на принадлежавших им собственно земле, коею пользуемся наравне с тагаурцамии до настоящего времени, так что никто из этих фамилий один к другому не имеют никаких преимуществ». В связи с разбором сословных привилегий А. Фидаров просил, чтобы его фамилия «была приравнена наравне с фамилиями Кусовых и Козровых».

## Генеалогия
Родственными фамилиями (осет. æрвадæлтæ) Фидаровых являются Дзиовы (Дзиваевы) и Тегаевы.
Генетическая генеалогия
276908 — Fidarov — G2a1a1a1b1 (DYS505=9, YCAII=19,21, DYS438=9, DYS391=9, DYS455=11)

## Известные носители
- Афако Пациевич Фидаров (1859—1930) — русский военачальник, генерал-лейтенант.
- Булат Дзахотович Фидаров (1944) — председатель Союза журналистов РСО-А, заслуженный работник культуры, главный редактор газеты «Растдзинад».
- Казбек Японович Фидаров (1936) — председатель Комитета конституционного надзора Северной Осетии, депутат Верховного Совета РСО-Алания.
- Юрий Астемирович Фидаров (1961) — депутат Парламента РСО-А пятого созыва, главный редактор газеты «Пульс Осетии».[3]

Артисты
- Альберт Урусбиевич Фидаров (1957) — народный артист РСО-А, актёр Северо-Осетинского академического театра.
- Сослан Тотразович Фидаров (1980) — осетинский актер театра и кино, продюсер, заслуженный артист Республики Северная Осетия.
- Тамара Хажбиевна Фидарова — эстрадно-джазовая певица, народная артистка Северной Осетии.

Наука
- Магомет Ибрагимович Фидаров (1924) — кандидат технических наук, профессор кафедры «Архитектура и строительные конструкции» СКГТУ.
- Рустем Фидарикоевич Фидаров — археолог, кандидат исторических наук, заместитель директора Института археологии РСО-А.[4]

Спорт
- Асланбек Эдикович Фидаров (1973—2020) — борец вольного стиля, победитель крупных международных турниров.